# Halálos hallgatás
A Halálos hallgatás (eredeti címén: Dead Silence) 2007-es amerikai természetfeletti horrorfilm, melyet Leigh Whannell forgatókönyve alapján James Wan rendezett.
A főszereplők Ryan Kwanten, Judith Roberts, Donnie Wahlberg és Amber Valletta.
Az Amerikai Egyesült Államokban 2007. május 16-án mutatta be a Universal Pictures.

## Szereplők
| Szerep         | Színész         | Magyar hang    |
| -------------- | --------------- | -------------- |
| Jamie Ashen    | Ryan Kwanten    | Láng Balázs    |
| Ella Ashen     | Amber Valletta  | Németh Kriszta |
| Edward Ashen   | Bob Gunton      | Szokolay Ottó  |
| Lisa Ashen     | Laura Regan     | Peller Anna    |
| Lipton nyomozó | Donnie Wahlberg | Földi Tamás    |
| Mary Shaw      | Judith Roberts  | Kassai Ilona   |
| Henry Walker   | Michael Fairman | Makay Sándor   |

## Történet
Jamie Ashen (Ryan Kwanten) és felesége, Lisa (Laura Regan) kapnak egy névtelen ajándékcsomagot, benne egy Billy nevezetű "hasbeszélő babával". Amíg Lisa játszik a babával, egy titokzatos alak közeledik feléje, melynek hatására sikoltani kezd. A nő meghal. Jamie megközelíti halott feleségét, és látja, hogy a nyelve ki van tépve. A bizonyítékok hiánya miatt Jamie-t szabadon engedi Jim Lipton nyomozó (Donnie Wahlberg) a rendőrségről, a férfi Billy dobozában megpillantja Mary Shaw-t, aki a szülővárosából, Raven's Fair-ből származik.
Raven's Fair-ben Jamie meglátogatja az elidegenedett, gazdag, mostanra kerekesszékhez kötött apját, Edwardot (Bob Gunton) és nála jóval fiatalabb feleségét, Ella-t (Amber Valletta), hogy Mary Shaw-ra vonatkozó információkat szerezzen. Annak érdekében, hogy az átkok elhagyják őket, Jamie a helyi temetőben, Henry Walker (Michael Fairman) segítségével megszervezi Lisa temetését. Jamie találkozik Henry szenilis feleségével, Marionnal, aki elmondja neki, hogy Mary és a Billy baba rendkívül veszélyesek. Billy eltemetése után, Jamie szembesül Lipton nyomozóval a motelszobában, aki még mindig kételkedik Jamie-ben, mert a babával a helyi temetőbe ment, ahol Mary Shaw és a többi baba is el van temetve. Henry mesél Jamie-nek Shaw-ról. Shaw (Judith Roberts) egy híres szélhámos volt, akit nyilvánosan alázott meg a közönség előtt egy Michael nevezetű kisfiú, aki elmondta, hogy mindent csak a szájával csinál. Michael eltűnt néhány évvel később, és a családja ezért Shaw-t hibáztatta, akinek az utolsó kívánsága az volt, hogy a testét egy próbabábúvá változtassák át, és 101 babával temessék el. Henry aztán a helyi temetkezési vállalkozó fiát meglátta, és elmondta, hogy Shaw (melyet Michael családja hozott létre) felkelt, de Henry végül megmenekült, a szájának köszönhetően. Ennek oka, hogy Shaw csak bosszút áll azzal, hogy megöli azokat, akik sikoltanak. Jamie rájön, hogy Michael volt az első áldozat, aki történetesen a nagybácsikája volt; az Ashen család volt az, aki megölte Shaw-t. Kiszakították a szájából a nyelvét, ám ezáltal ő is ugyanígy öli meg az összes családtagot.
Hamarosan Shaw végezni fog Henryvel. Lipton nyomozó felfedezi, hogy Shaw összes babáját kiásta valaki. Értesíti Jamie-t, aki rögtön felhívja Henryt, és megkéri arra, hogy menjen Shaw régi színházához, csak hogy közben már Shaw végzett vele. Ott, mind Jamie, mind Lipton nyomozó felfedezi a 100 darab babát, Michael megcsonkított testével, melyet marionetté alakítottak át. Egy bohócbabán keresztül Shaw feltárja Jamie-nek, hogy ő ölte meg a feleségét, aki terhes volt a fiával, így megölte az esetleges újszülöttet is az Ashen családban. Jamie és Lipton felégeti a színházat és az összes 100 darab babát, bár a folyamat közepette, Shaw sikeresen meghallja Lipton nyomozó lépteit, és végez vele.
Az apja lakóhelyén, Jamie szembesül Mary Shaw-al, de időben bedobja Billyt (a 101. és egyben az utolsó megmaradt baba) az égő kandallóba. Ledöbben, amikor észreveszi, hogy az apja már régen meghalt; a jelenlegi "Edward" holttestét, a fiatal felesége, Ella irányítása alatt állt végig, akit a halálát megelőzően létrehozott Shaw, mint a "tökéletes baba". Ekkor sikoltozni kezd, ahogy Marry Shaw, Ella testét öltötte magára, majd megragadja a férfi nyelvét és végez vele.
A film befejeződik Jamie-vel, és látható az emberi bábukkal ellátott fotóalbum: Lisa, Henry, Lipton nyomozó, Edward, Ella és Jamie.